# Світлий шлях: історія одного концтабору
«Світлий Шлях»: історія одного концтабору — книга українського журналіста Станіслава Асєєва 2020 року. У ній автор розповідає про те, як 28 місяців був бранцем концтабору терористів ДНР Ізоляція у Донецьку.

## Опис
Книга розкриває неприховану правду про полон, який стирає межі між людськими почуттями, про життя, яке вирує на сусідній вулиці, про тортури, які стають буденністю, а також про людську жорстокість, яка не має меж. Історія, написана Станіславом Асєєвим, шокує не лише своїм змістом: події, описані автором, відбуваються зовсім поряд — в підвалах окупованого Донецька у наші дні.

## Рецензії
Олена Литвин відзначила глибоку деталізованість та реалістичність книжки і назвала концтабір Ізоляція "Донецьким Дахау".

## Історія написання
Частину матеріалів книги журналіст написав ще в полоні та вивіз з окупованого Донецька, іншу частину — відтворив у пам'яті після звільнення.

## Відзнаки
Приз книжкового Арсеналу 2021 — проморолик
Короткий список у номінації Книга року BBC-Есеїстика-2021